# Liste der Biografien/My
Liste der Biografien |
Portal Biografien |
Personensuche
# |
A |
B |
C |
D |
E |
F |
G |
H |
I |
J |
K |
L |
M |
N |
O |
P |
Q |
R |
S |
T |
U |
V |
W |
X |
Y |
Z |
?
 
Ma |
Mb |
Mc |
Md |
Me |
Mf |
Mg |
Mh |
Mi |
Mj |
Mk |
Ml |
Mm |
Mn |
Mo |
Mp |
Mq |
Mr |
Ms |
Mt |
Mu |
Mv |
Mw |
Mx |
My |
Mz
Die Liste der Biografien führt alle Personen auf, die in der deutschsprachigen Wikipedia einen Artikel haben. Dieses ist eine Teilliste mit 474 Einträgen von Personen, deren Namen mit den Buchstaben „My“ beginnt.

## My
- Mỹ Linh (* 1975), vietnamesische Sängerin

### Mya
- Mýa (* 1979), US-amerikanische R&B-Sängerin, Songschreiberin und SchauspielerinMýa (* 1979)

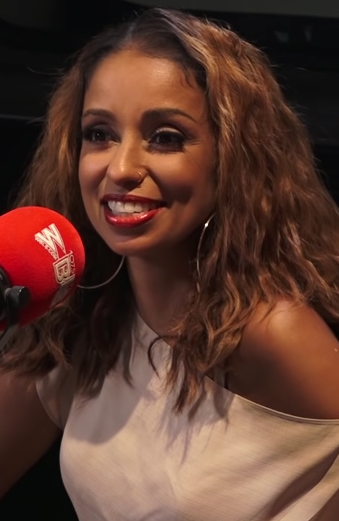
Mýa (* 1979)

- Mya, Bo (1927–2006), myanmarischer Politiker; Präsident der Karen National Union
- Myaro, Nodjialem (* 1976), französisch-tschadische Handballspielerin und -funktionärin
- Myartseva, Svetlana (* 1937), russische, turkmenische und mexikanische Entomologin und Hochschullehrerin
- Myat Kaung Khant (* 2000), myanmarischer Fußballspieler
- Myatt, David, britischer Islamist und früherer Neonazi
- Myatt, John (* 1945), britischer Künstler und Kunstfälscher
- Myawaddy Mingyi U Sa (1766–1853), Dichter, Komponist, Militärführer

### Myb
- Mybrand, Jan (* 1959), schwedischer Schauspieler
- Myburgh, Jeanette (* 1940), südafrikanische Schwimmerin
- Myburgh, Natalie (1940–2014), südafrikanische Schwimmerin

### Myc
- Mychajlenko, Serhij (* 1980), ukrainischer Biathlet
- Mychajlitschenko, Bohdan (* 1997), ukrainischer Fußballspieler
- Mychajliw, Juchym (1885–1935), ukrainischer Maler
- Mychajljuk, Swjatoslaw (* 1997), ukrainischer BasketballspielerSwjatoslaw Mychajljuk (* 1997)

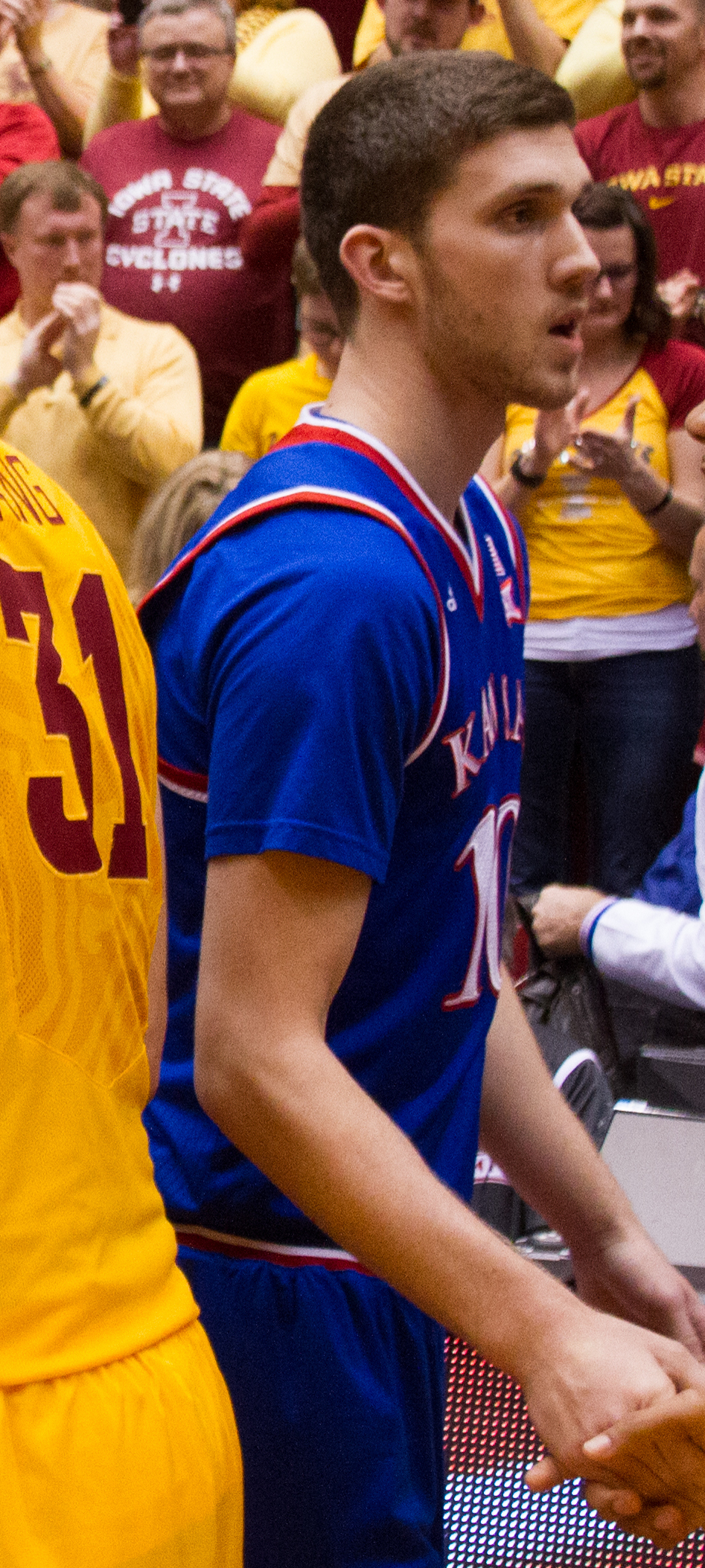
Swjatoslaw Mychajljuk (* 1997)

- Mychajljutenko, Leonid (* 1994), ukrainischer Handballspieler
- Mychajlowa, Alina (* 1994), ukrainische Sanitäterin und Politikerin
- Mychajlytschenko, Oleksij (* 1963), ukrainischer Fußballspieler
- Mychaltschenko, Iryna (* 1972), ukrainische Hochspringerin
- Mychaltschenko, Laryssa (* 1963), ukrainisch-sowjetische Diskuswerferin
- Mychaltschuk, Kostjantyn (1841–1914), ukrainischer Linguist und Ethnograph
- Mychaltschyk, Illja (* 1996), ukrainischer Motorradrennfahrer
- Mychalyk, Taras (* 1983), ukrainischer Fußballspieler
- Myched, Oleksandr (* 1988), ukrainischer Schriftsteller, Kulturkritiker und Kurator
- Mycielski, Jan (1932–2025), polnisch-US-amerikanischer Mathematiker
- Mycielski, Jerzy (1856–1928), polnischer Historiker und Kunsthistoriker
- Mycielski, Joseph von (1863–1913), polnisch-deutscher Rittergutsbesitzer und Politiker, MdR
- Mycielski, Ludwig von (1854–1926), polnisch-deutscher Rittergutsbesitzer und Politiker, MdR
- Mycielski, Zygmunt (1907–1987), polnischer Komponist
- Myćka, Katarzyna (* 1972), polnische Marimbaphon- und Schlagzeug-Musikerin
- Myconius, Friedrich (1490–1546), deutscher Prediger und Reformator
- Myconius, Oswald (1488–1552), Schweizer Reformator
- Mycroft, Walter C. (1890–1959), britischer Journalist, Filmkritiker, Filmproduzent, Drehbuchautor und Filmregisseur

### Myd
- Mydans, Carl (1907–2004), US-amerikanischer Fotograf
- Myden, Curtis (* 1973), kanadischer Schwimmer
- Mydland, Brent (1952–1990), US-amerikanischer Keyboarder und Sänger
- Mydlář, Jan (1572–1664), böhmischer Henker
- Mydorge, Claude (1585–1647), französischer Mathematiker

### Mye
- Myeongjong (1131–1202), 19. König des Goryeo-Reiches und der Goryeo-Dynastie
- Myeongjong (1534–1567), 13. König der Joseon-Dynastie in Korea
- Myeongseong (1851–1895), letzte Königin der Joseon-Dynastie und posthum erklärte Kaiserin des Daehan-KaiserreichsMyeongseong (1851–1895)

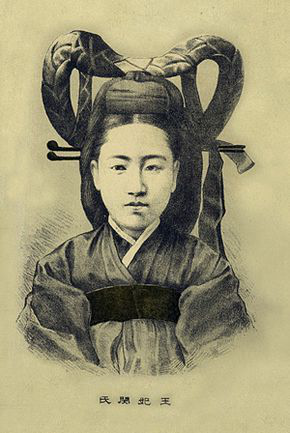
Myeongseong (1851–1895)

- Myer, Albert J. (1828–1880), US-amerikanischer Chirurg und Offizier
- Myer, Edmund John (1846–1934), US-amerikanischer Gesangslehrer
- Myer, Morris (1876–1944), rumänisch-britischer Journalist
- Myerhoff, Barbara (1935–1985), US-amerikanische Anthropologin und Dokumentarfilmerin
- Myernick, Glenn (1954–2006), US-amerikanischer Fußballspieler und -trainer
- Myerovich, Alvin (1906–1996), US-amerikanischer Musiker und Schauspieler
- Myers, A. J., US-amerikanischer Pokerspieler
- Myers, Abbie (* 1994), australische Tennisspielerin
- Myers, Amina Claudine (* 1943), US-amerikanische JazzmusikerinAmina Claudine Myers (* 1943)

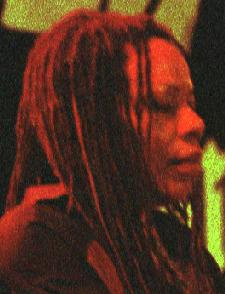
Amina Claudine Myers (* 1943)

- Myers, Amos (1824–1893), US-amerikanischer Politiker
- Myers, Amy (* 1938), englische Lektorin und Schriftstellerin
- Myers, Arthur Thomas (1851–1894), englischer Arzt, Cricket- und Tennisspieler
- Myers, Arthur Wallis (1878–1939), englischer Tennisspieler und Sportjournalist
- Myers, Benjamin (* 1976), britischer Schriftsteller und Journalist
- Myers, Billie (* 1971), englische Singer-Songwriterin
- Myers, Brian (* 1974), US-amerikanischer Basketballspieler
- Myers, Buddy (1906–1967), US-amerikanischer Tontechniker
- Myers, Bumps (1912–1968), US-amerikanischer Jazz- und Unterhaltungsmusiker (Saxophon)
- Myers, Carlton (* 1971), italienischer Basketballspieler
- Myers, Carmel (1899–1980), US-amerikanische Schauspielerin der Stummfilmära
- Myers, Charles G. (1810–1881), US-amerikanischer Jurist und Politiker
- Myers, Charles Samuel (1873–1946), englischer Psychiater
- Myers, Charles W. (1936–2018), US-amerikanischer Herpetologe
- Myers, Charlie (* 1997), britischer Stabhochspringer
- Myers, Dave (1926–2001), US-amerikanischer Bluesmusiker
- Myers, David F. (1938–2011), US-amerikanischer Politiker
- Myers, David G. (* 1942), US-amerikanischer Psychologe
- Myers, David Lee (* 1949), US-amerikanischer Musiker im Bereich der experimentellen elektronischen Musik
- Myers, Dee Dee (* 1961), US-amerikanische Pressesprecherin, Sprecherin des Weißen Hauses (1993–1994)
- Myers, Edwin (1896–1978), US-amerikanischer Stabhochspringer
- Myers, Eleanor Emlen (1925–1996), US-amerikanische Prähistorikerin
- Myers, Emma (* 2002), US-amerikanische SchauspielerinEmma Myers (* 2002)

Emma Myers (* 2002)

- Myers, Ernest Wilson (1906–1992), US-amerikanischer Jazzmusiker
- Myers, Eugene (* 1953), US-amerikanischer Informatiker
- Myers, Forrest (* 1941), US-amerikanischer Bildhauer
- Myers, Francis J. (1901–1956), US-amerikanischer Politiker (Demokratische Partei)
- Myers, Frederic W. H. (1843–1901), britischer Dichter, Kritiker und Essayist
- Myers, Gary A. (1937–2020), US-amerikanischer Politiker
- Myers, George S. (1881–1940), US-amerikanischer Lehrer, Jurist und Politiker
- Myers, George Sprague (1905–1985), amerikanischer Ichthyologe
- Myers, Gustavus (1872–1942), US-amerikanischer Autor
- Myers, H. Clay (1927–2004), US-amerikanischer Politiker
- Myers, Hardy (1939–2016), US-amerikanischer Politiker
- Myers, Harry (1882–1938), US-amerikanischer Schauspieler und Stummfilmregisseur
- Myers, Henry L. (1862–1943), US-amerikanischer Politiker
- Myers, Howard L. (1930–1971), US-amerikanischer Science-Fiction-Autor
- Myers, Hugh (1930–2008), US-amerikanischer Schachspieler
- Myers, James (1795–1864), US-amerikanischer Politiker
- Myers, Jason (* 1991), US-amerikanischer American-Football-Spieler
- Myers, Jefferson (1863–1943), US-amerikanischer Jurist und Politiker (Demokratische Partei)
- Myers, Jimmy, US-amerikanischer Country- und Rockabilly-Musiker
- Myers, John Joseph (1941–2020), US-amerikanischer Geistlicher, römisch-katholischer Erzbischof von Newark
- Myers, John Myers (1906–1988), US-amerikanischer Autor
- Myers, John T. (1927–2015), US-amerikanischer Politiker
- Myers, Joseph, deutscher Singer-Songwriter
- Myers, Josh (* 1998), US-amerikanischer American-Football-Spieler
- Myers, Kenneth (1896–1974), US-amerikanischer Rudersportler
- Myers, Kim (* 1966), US-amerikanische SchauspielerinKim Myers (* 1966)

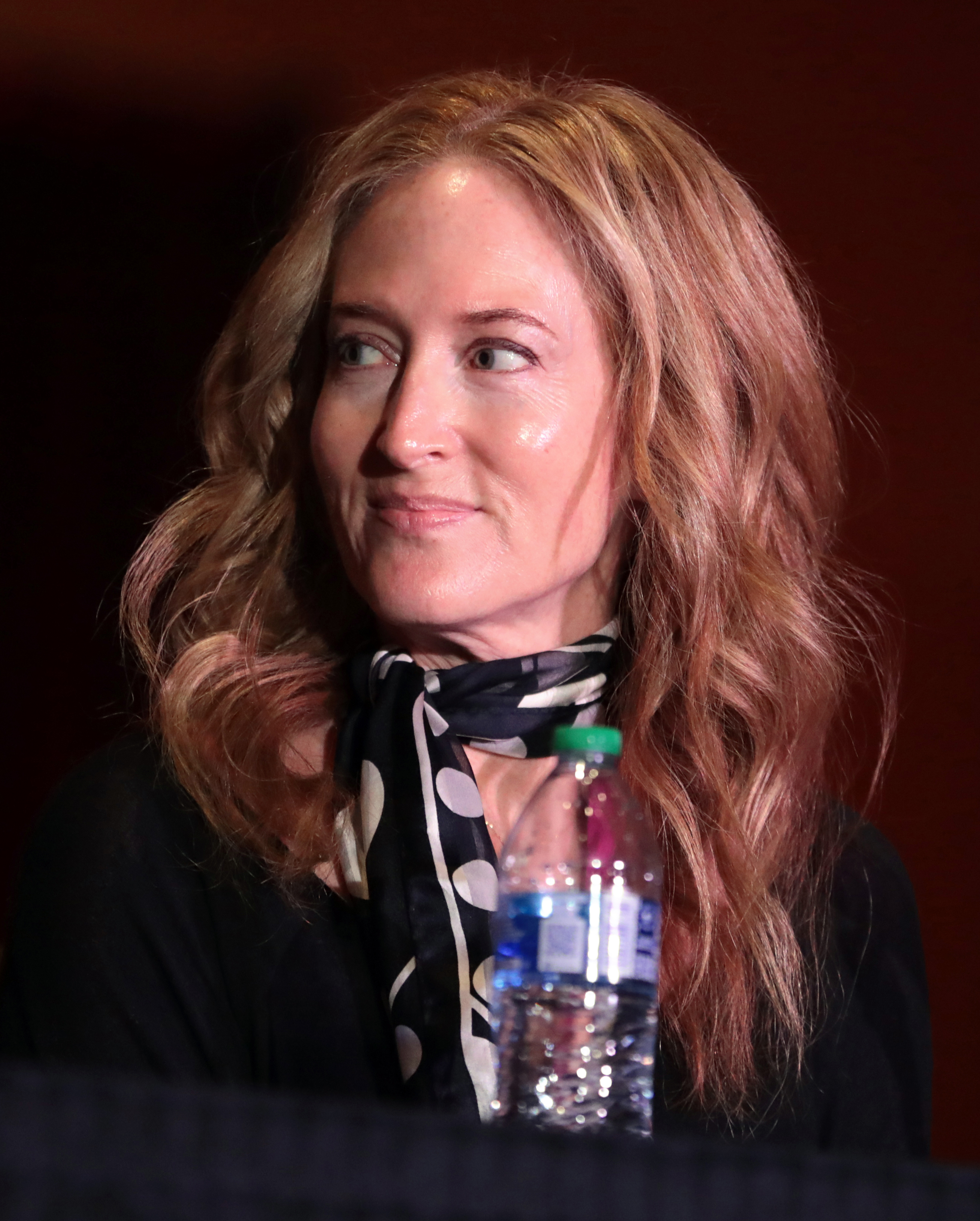
Kim Myers (* 1966)

- Myers, Krisy (* 1978), kanadische Eisschnellläuferin
- Myers, Kyle (* 1986), amerikanischer YouTube-Partner
- Myers, L. W., walisische Badmintonspielerin
- Myers, Lee Roy (* 1977), kanadischer Pornofilm-Produzent und Regisseur, Drehbuchautor und einer der Gründer von WoodRocket
- Myers, Leonard (1827–1905), US-amerikanischer Politiker
- Myers, Line (* 1989), dänische Handballspielerin
- Myers, Lou (1935–2013), US-amerikanischer Schauspieler
- Myers, Louis (1929–1994), US-amerikanischer Bluesmusiker
- Myers, Marshevet (* 1984), US-amerikanische Sprinterin
- Myers, Matt (* 1983), US-amerikanischer Basketballschiedsrichter
- Myers, Matthew (* 1984), britischer Eishockeyspieler
- Myers, Meg (* 1986), US-amerikanische Singer-Songwriterin
- Myers, Michael (1873–1950), britischer Richter, Chief Justice of New Zealand
- Myers, Michael (* 1943), US-amerikanischer Politiker (Demokratische Partei)
- Myers, Mike (* 1963), kanadischer Filmschauspieler, Drehbuchautor, Filmproduzent und SynchronsprecherMike Myers (* 1963)

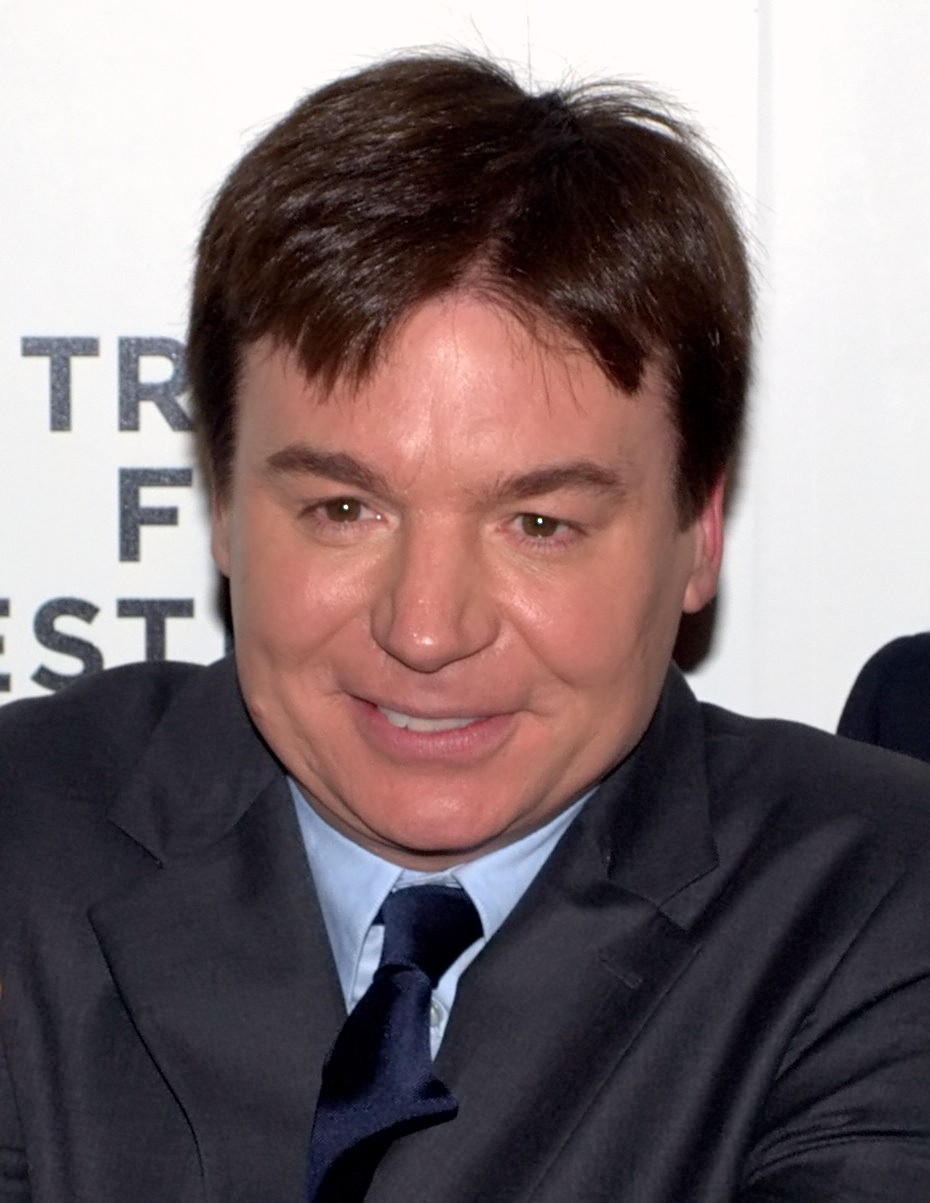
Mike Myers (* 1963)

- Myers, Norman (1934–2019), britischer Naturschützer und Experte auf dem Gebiet der Biodiversität
- Myers, Paul Zachary (* 1957), US-amerikanischer Biologe
- Myers, Philip (* 1947), US-amerikanischer Mammaloge und Hochschullehrer
- Myers, Philippe (* 1997), kanadischer Eishockeyspieler
- Myers, Richard (1901–1977), US-amerikanischer Songwriter, Komponist und Produzent
- Myers, Richard B. (* 1942), US-amerikanischer General
- Myers, Rita (* 1947), amerikanische Künstlerin
- Myers, Robert C., kanadischer theoretischer Physiker
- Myers, Rocky (* 1982), US-amerikanischer Schauspieler und Model
- Myers, Rodes K. (1900–1960), US-amerikanischer Politiker
- Myers, Rollo Hugh (1892–1985), britischer Journalist, Musikkritiker und Musikschriftsteller
- Myers, Ruth (* 1940), britische Kostümbildnerin
- Myers, Sam (1936–2006), US-amerikanischer Blues-Musiker und Songschreiber
- Myers, Sandra (* 1961), spanische Leichtathletin
- Myers, Shawn (* 1969), trinidadisch-britischer Basketballspieler
- Myers, Stanley (1930–1993), britischer Komponist
- Myers, Stephen (* 1946), britischer Elektroingenieur
- Myers, Stewart (* 1940), US-amerikanischer Wirtschaftswissenschaftler
- Myers, Sumner Byron (1910–1955), US-amerikanischer Mathematiker
- Myers, Tamara (* 1993), bahamaische Dreispringerin
- Myers, Terrell (* 1974), US-amerikanisch-britischer Basketballspieler
- Myers, Tom, Tontechniker und Tongestalter
- Myers, Tyler (* 1990), kanadischer Eishockeyspieler
- Myers, Umi (* 2000), britische Schauspielerin
- Myers, Viola (1927–1993), kanadische Sprinterin
- Myers, Walter Kendall (* 1937), amerikanischer Beamter des Außenministeriums der USA
- Myers, William R. (1836–1907), US-amerikanischer Politiker
- Myers-Scotton, Carol (* 1934), amerikanische Sprachwissenschaftlerin
- Myerscough, Carl (* 1979), britischer Kugelstoßer und Diskuswerfer
- Myerscough, Clarence (1930–2000), britischer Geiger und Musikpädagoge
- Myerscough, Melissa (* 1979), US-amerikanische Hammerwerferin
- Myerson, Abraham (1881–1948), US-amerikanischer Psychiater und Neurologe
- Myerson, Adam (* 1972), US-amerikanischer Cyclocross- und Straßenradrennfahrer
- Myerson, Bess (1924–2014), US-amerikanische Schauspielerin, Model und Politikerin
- Myerson, Jonathan (* 1960), britischer Schriftsteller, Hörspiel- und Drehbuchautor, Journalist und ehemaliger Lokalpolitiker
- Myerson, Julie (* 1960), britische Autorin
- Myerson, Roger B. (* 1951), US-amerikanischer Wirtschaftswissenschaftler

### Myf
- Myftari, Bedri (1938–2013), albanischer Schriftsteller, Journalist und Publizist
- Myftari, Fisnik (* 1987), deutsch-kosovarischer Fußballspieler
- Myftiu, Bessa (* 1961), albanisch-schweizerische Schriftstellerin und Hochschullehrerin
- Myftiu, Manush (1919–1997), albanischer kommunistischer Politiker

### Myg
- Mygind, Peter (* 1963), dänischer SchauspielerPeter Mygind (* 1963)

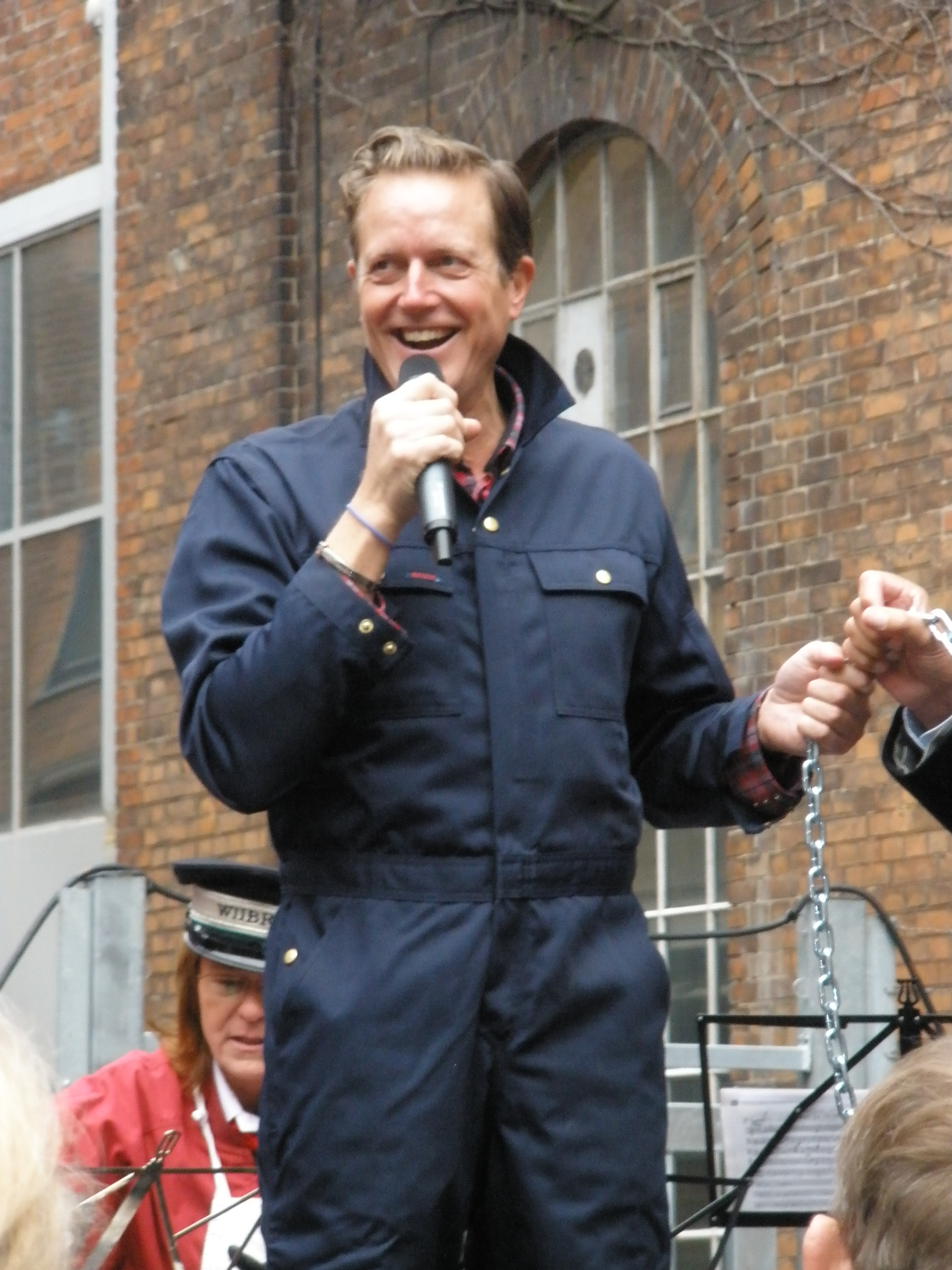
Peter Mygind (* 1963)

### Myh
- Myhill, Boaz (* 1982), walisischer Fußballspieler
- Myhill, John (1923–1987), britischer Mathematiker, Logiker, Philosoph und Informatiker
- Myhlback, Alvar (* 2006), schwedischer Skilangläufer
- Myhlback, Petter (* 1976), schwedischer Skilangläufer
- Myhlenphort, Marcus Nissen (1759–1821), norwegischer und dänischer Kaufmann und Inspektor in Grönland
- Myhr, Adrian (* 1984), norwegischer Jazzmusiker (Kontrabass)
- Myhr, Kim (* 1981), norwegischer Fusion- und Improvisationsmusiker (Gitarren, Komposition)
- Myhr, Lasse (* 1980), deutscher Schauspieler
- Myhra, Hilmar (1915–2013), norwegischer Skispringer
- Myhre, Aslak Sira (* 1973), norwegischer Autor, Journalist und Direktor der Norwegischen Nationalbibliothek (NB)
- Myhre, B-Boy (* 1995), norwegischer Rapper und Musikproduzent
- Myhre, Gard (* 1974), norwegischer Nordischer Kombinierer
- Myhre, Hans Gustav (* 1935), norwegischer Badmintonspieler
- Myhre, John (* 1959), US-amerikanischer Szenenbildner
- Myhre, Julie (* 1996), norwegische Skilangläuferin
- Myhre, Lars Elton (* 1984), norwegischer Skirennläufer
- Myhre, Lise (* 1975), norwegische Comiczeichnerin
- Myhre, Magnus Tuv (* 2000), norwegischer Leichtathlet
- Myhre, Simen (* 1998), norwegischer Skilangläufer
- Myhre, Thomas (* 1973), norwegischer Fußballspieler
- Myhre, Wencke (* 1947), norwegische Schlagersängerin, Entertainerin und SchauspielerinWencke Myhre (* 1947)

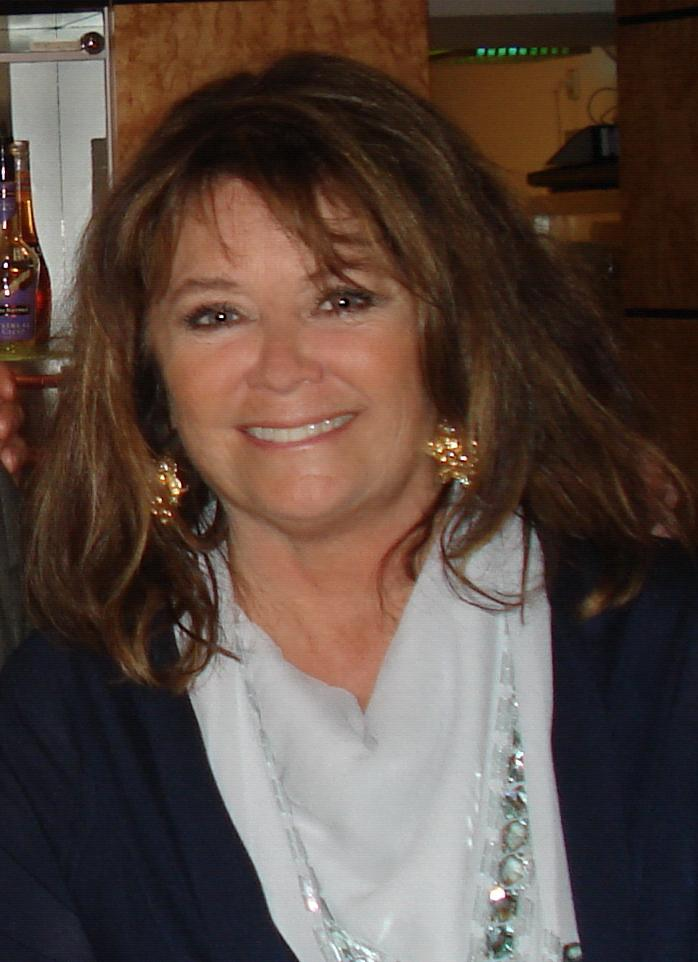
Wencke Myhre (* 1947)

- Myhren, Mats Bjerke (* 1997), norwegischer Skispringer
- Myhren, Øyonn Groven (* 1969), norwegische Musikerin und Sängerin
- Myhrer, André (* 1983), schwedischer Skirennläufer
- Myhres, Brantt (* 1974), kanadischer Eishockeyspieler
- Myhrvold, Aage (1917–1991), norwegischer Radrennfahrer
- Myhrvold, Mathilde (* 1998), norwegische Skilangläuferin
- Myhrvold, Nathan (* 1959), amerikanischer CTO von Microsoft und Mitbegründer von Intellectual Ventures
- Myhrvold, Ole André (* 1978), norwegischer Politiker

### Myi
- Myia, Tochter des Pythagoras, Philosophin
- Myin, Edouard (1863–1931), belgischer Sportschütze
- Myint Myint Aye (* 1977), myanmarische Leichtathletin
- Myint Myint Khin (1923–2014), birmanische Ärztin und Autorin

### Myj
- Myjak, Adam (1947–2025), polnischer Bildhauer und Medailleur
- Myjer, Jochem (* 1977), niederländischer Comedian

### Myk
- Mykerinos, altägyptischer König der 4. DynastieMykerinos

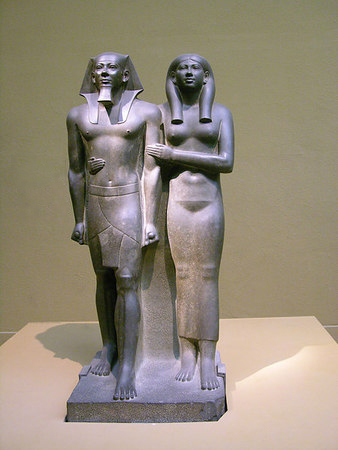
Mykerinos

- Mykhaleyko, Andriy (* 1976), ukrainischer Theologe, Dozent
- Mykietyn, Paweł (* 1971), polnischer Komponist
- Mykjåland, Gro-Anita (* 1976), norwegische Politikerin
- Mykjåland, Lene (* 1987), norwegische Fußballspielerin
- Mykkanen, John (* 1966), US-amerikanischer Schwimmer
- Mykkänen, Kai (* 1979), finnischer Politiker
- Mykland, Anstein (* 1974), norwegischer Biathlet
- Mykland, Erik (* 1971), norwegischer FußballspielerErik Mykland (* 1971)

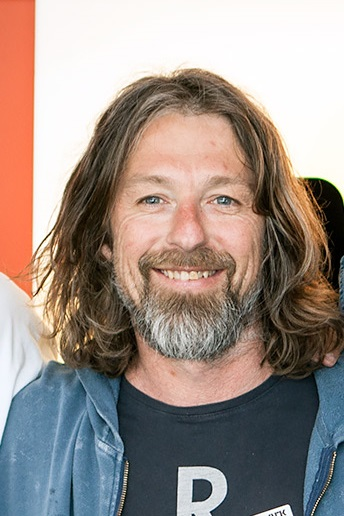
Erik Mykland (* 1971)

- Mykle, Agnar (1915–1994), norwegischer Schriftsteller
- Myklebust, Marianne (* 1967), norwegische Skilangläuferin
- Myklebust, Merete (* 1973), norwegische Fußballspielerin
- Myklebust, Oddmund (1915–1972), norwegischer Politiker (Senterpartiet), Minister und Fischer
- Myklevoll, Kirsten (1928–1996), norwegische Politikerin
- Mykolaitschuk, Iwan (1941–1987), ukrainischer Schauspieler, Regisseur und Drehbuchautor
- Mykolenko, Marija (* 1994), ukrainische Sprinterin
- Mykolenko, Witalij (* 1999), ukrainischer Fußballspieler
- Mykycej, Miguel (1934–2017), ukrainischer griechisch-katholischer Geistlicher und Bischof von Santa María del Patrocinio en Buenos Aires
- Mykytenko, Julija (* 1995), ukrainische Offizierin und Aktivistin
- Mykytenko, Olga (* 1974), ukrainische Opernsängerin in der Stimmlage Sopran

### Myl
- Mylan, Megan (* 1969), US-amerikanische Dokumentarfilmerin
- Mylchreest, Corey (* 1998), britischer Schauspieler
- Myle (* 2000), deutscher Sänger
- Myle, Kraft († 1556), Abt von Hersfeld
- Myler von Ehrenbach, Johann Nikolaus (1610–1677), herzoglich württembergischer Vizekanzler, Konsistorialdirektor und Staatsrechtsgelehrter
- Myler, Cammy (* 1968), US-amerikanische Rennrodlerin
- Myles, Alannah (* 1958), kanadische SängerinAlannah Myles (* 1958)

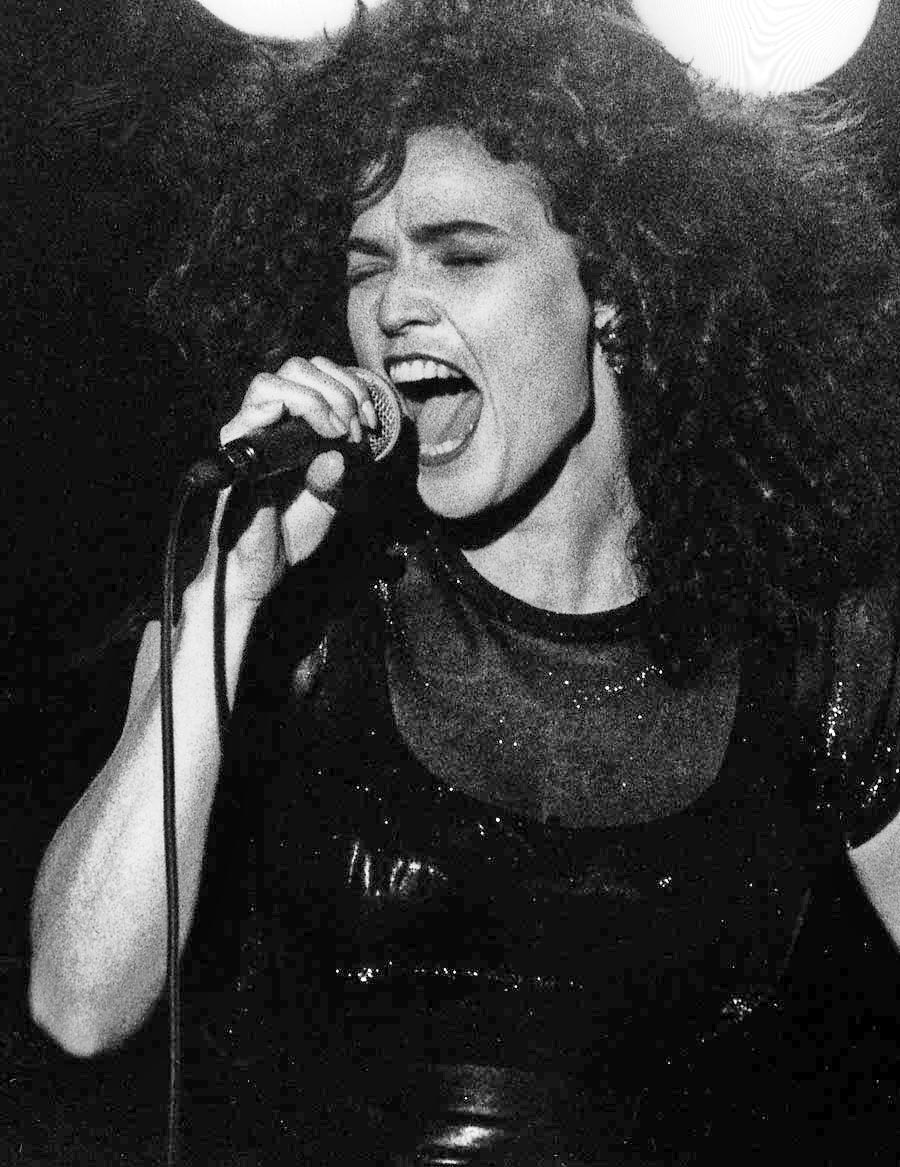
Alannah Myles (* 1958)

- Myles, Billy (1924–2005), US-amerikanischer R&B-Komponist, Sänger und Musikverleger
- Myles, Eileen (* 1949), US-amerikanische Schriftstellerin
- Myles, Eve (* 1978), walisische Schauspielerin
- Myles, Jonathan N. (* 1982), US-amerikanischer Rennrodler
- Myles, Meg (1934–2019), US-amerikanische Schauspielerin
- Myles, Mercy (* 1992), ghanaische Fußballspielerin
- Myles, Sophia (* 1980), britische Schauspielerin
- Myles, Tristan, kanadischer Spezialeffektkünstler
- Myles-Mills, John (* 1966), ghanaischer Sprinter
- Myles-Mills, Leonard (* 1973), ghanaischer Sprinter
- Mylett, Michelle (* 1989), kanadische Schauspielerin
- Mylius, Achatius (1608–1664), deutscher lutherischer Theologe, Generalsuperintendent
- Mylius, Adolf (1847–1919), deutsch-österreichischer Theaterschauspieler
- Mylius, Andreas (1527–1594), mecklenburgischer Politiker, Diplomat, Historiker und Chronist
- Mylius, Andreas (1606–1649), deutscher Philologe und Pädagoge
- Mylius, Andreas (1649–1702), deutscher Rechtswissenschaftler
- Mylius, Arnold (1540–1604), deutscher Buchhändler
- Mylius, August (1819–1887), deutscher Missionar
- Mylius, Bernhard (1838–1919), deutscher Architekt und kommunaler Baubeamter
- Mylius, Carl Friedrich (1827–1916), deutscher Fotograf
- Mylius, Carl Jonas (1839–1883), deutscher Architekt
- Mylius, Caspar Josef Carl von (1749–1831), deutscher Soldat im Dienst der Habsburger
- Mylius, Christine (1913–1982), deutsche Schauspielerin bei Bühne, Film und Fernsehen
- Mylius, Christlob (1722–1754), deutscher Schriftsteller
- Mylius, Daniel Friedrich von (1657–1741), Danziger Goldschmied
- Mylius, Eberhard von (1813–1861), Jurist und Politiker
- Mylius, Ernst (1846–1929), deutscher Apotheker
- Mylius, Ernst Friedrich (1710–1774), deutscher evangelisch-lutherischer Geistlicher und Hauptpastor in Hamburg
- Mylius, Ernst Heinrich (1716–1781), deutscher Rechtswissenschaftler und württembergischer Politiker
- Mylius, Felix Johann Albrecht (1717–1792), deutscher Jurist
- Mylius, Franz (1854–1931), deutscher Chemiker
- Mylius, Georg (1548–1607), deutscher lutherischer Theologe
- Mylius, Georg (1567–1626), deutscher lutherischer Theologe
- Mylius, Georg (1613–1640), deutscher Dichter und evangelischer Theologe
- Mylius, Georg Heinrich (1884–1979), deutscher Pharmazeut
- Mylius, Georg Philipp (1696–1781), Bürgermeister von Heilbronn (1758–1781)
- Mylius, Gustav Heinrich (1684–1765), deutscher Rechtswissenschaftler und Rittergutsbesitzer
- Mylius, Heinrich (1696–1721), deutscher Mediziner
- Mylius, Heinrich (1769–1854), Kaufmann, Bankier und Mäzen
- Mylius, Heinrich (1813–1892), deutscher Erfinder des Tretkurbelfahrrads
- Mylius, Helmuth (1891–1973), deutscher Unternehmer, Politiker, Zeitungsverleger und Soldat
- Mylius, Hermann (1916–1989), deutscher Flugzeugkonstrukteur
- Mylius, Johann Heinrich der Ältere (1659–1722), deutscher Rechtswissenschaftler und Rittergutsbesitzer
- Mylius, Johann Heinrich der Jüngere (1710–1733), deutscher Rechtswissenschaftler
- Mylius, Johann Jonas von († 1708), deutscher Jurist, landgräflicher Hauslehrer und Wirklicher Geheimer Rat
- Mylius, Johannes Daniel (* 1585), deutscher Theologe, Musiker und Alchemist
- Mylius, Karin (1934–1986), deutsche Sekretärin, Vorsitzende der Jüdischen Gemeinde zu Halle (Saale)
- Mylius, Karl (1896–1991), deutscher Augenarzt und Hochschullehrer an der Universität Hamburg
- Mylius, Karl Josef von (1778–1838), Jurist und Oberbürgermeister von Köln
- Mylius, Karl von (1818–1893), deutscher Rittergutsbesitzer und Abgeordneter
- Mylius, Klaus (1930–2025), deutscher Indologe, Professor für Sanskritistik und Indische AltertumskundeKlaus Mylius (1930–2025)

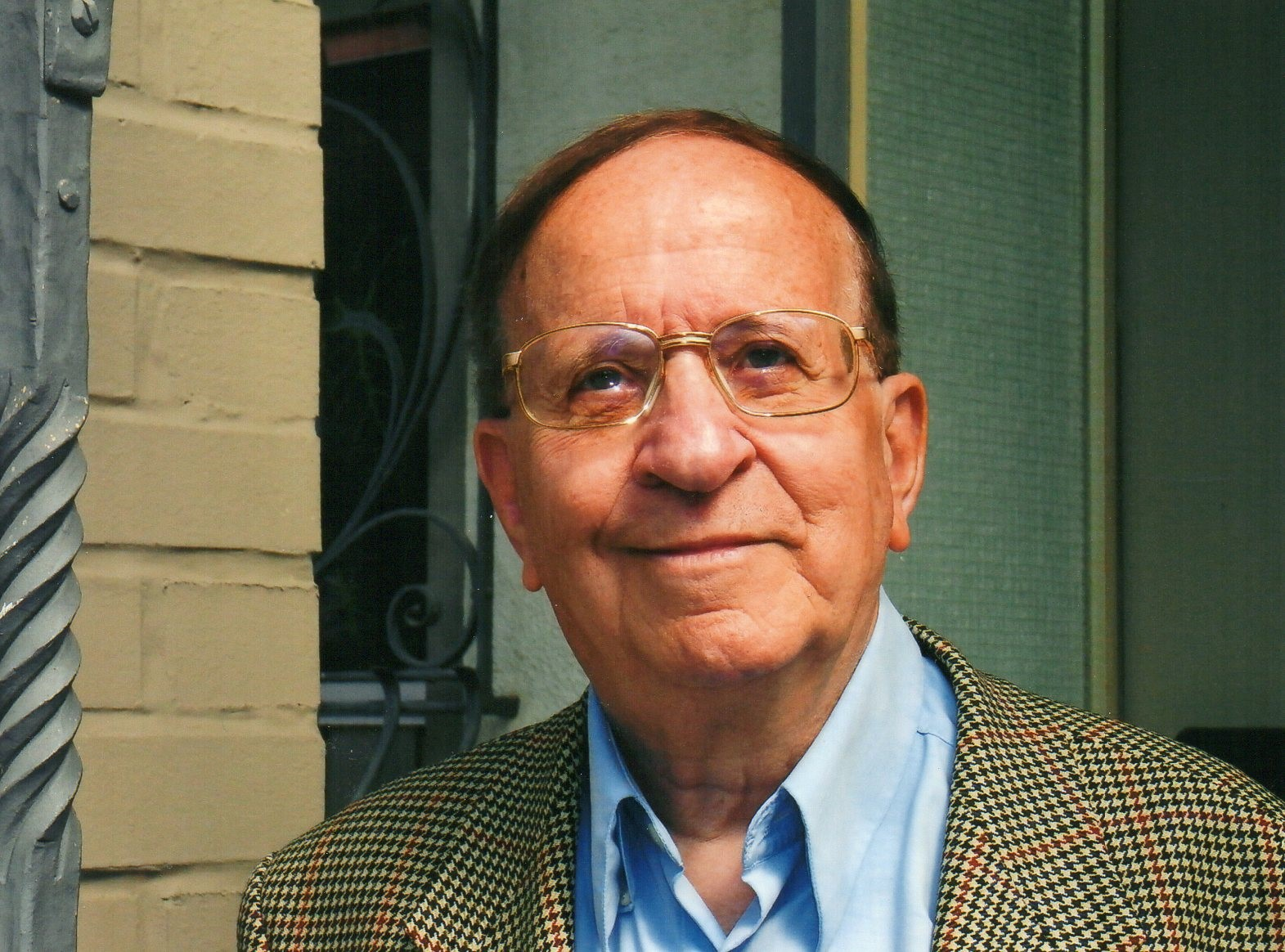
Klaus Mylius (1930–2025)

- Mylius, Martin (1542–1611), Dichter, Historiker, Theologe, Philosoph, Rektor, Lehrer und Schriftsteller
- Mylius, Paul (* 1904), deutscher Jurist im Polizeidienst und SS-Führer
- Mylius, Ulrich von (1896–1974), deutscher Landrat im Kreis Jülich (1933–1945)
- Mylius, Wilhelm Christhelf Sigmund (1753–1827), deutscher Schriftsteller und Übersetzer
- Mylius, Wilhelmine (* 1823), Märchenerzählerin, Dichterin und Buchhalterin
- Mylius, Wolfgang Michael (* 1636), deutscher Barockkomponist
- Mylius-Erichsen, Ludvig (1872–1907), dänischer GrönlandforscherLudvig Mylius-Erichsen (1872–1907)

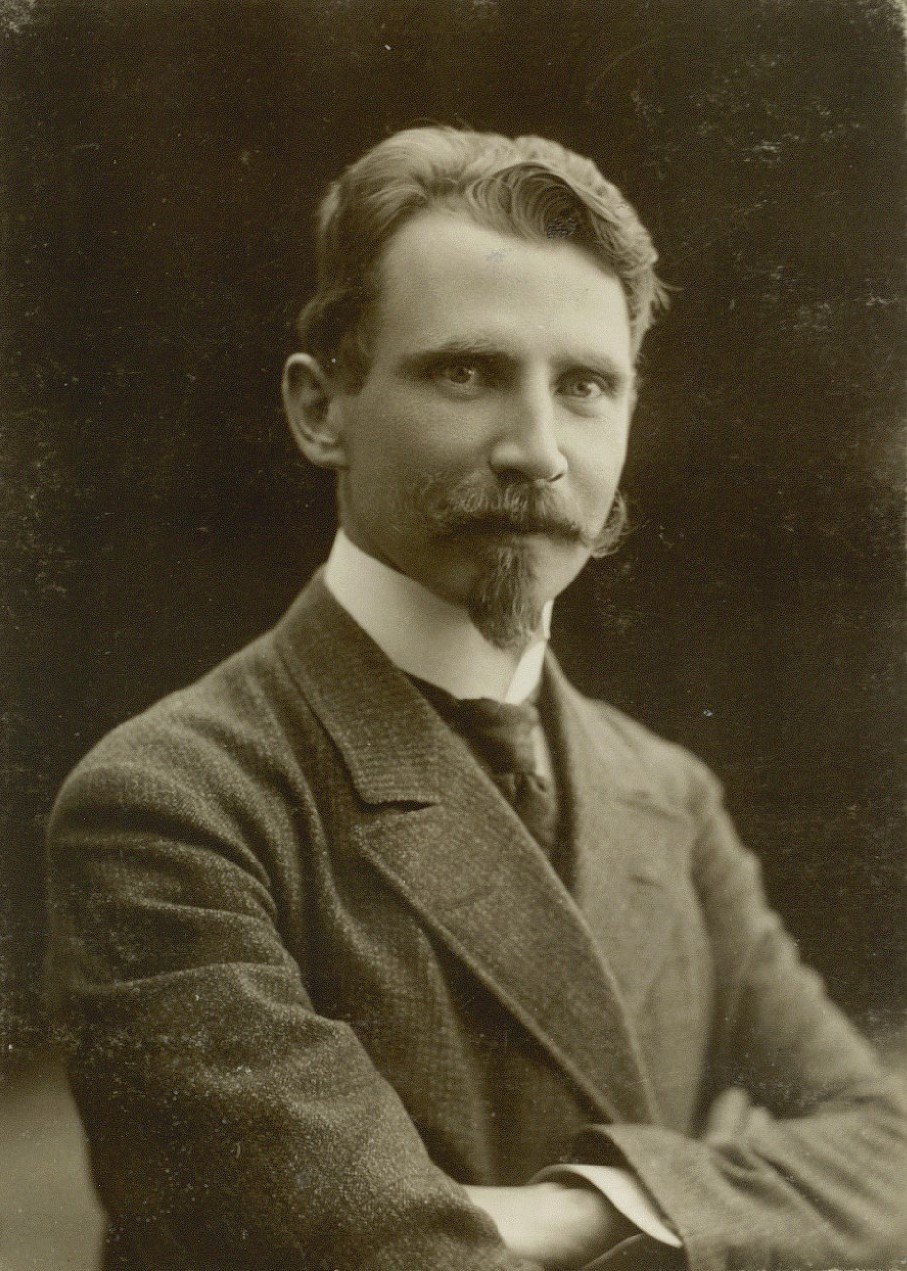
Ludvig Mylius-Erichsen (1872–1907)

- Mylla, Ecco (* 1968), deutscher Schauspieler
- Mylläri, Jani (* 1981), finnischer Skispringer
- Mylläri, Mika (* 1966), finnischer Jazztrompeter
- Myller, Christoph Heinrich (1740–1807), Schweizer Gymnasialprofessor, Herausgeber
- Myller, Riitta (* 1956), finnische Politikerin, Mitglied des Reichstags, MdEP
- Myller, Vera (1880–1970), rumänische Mathematikerin und Hochschullehrerin
- Myllylä, Mika (1969–2011), finnischer Skilangläufer
- Myllyniemi, Tuula (* 1964), finnische Squashspielerin
- Myllyoja, Paula (* 1984), finnische Fußballspielerin
- Myllys, Jarmo (* 1965), finnischer Eishockeytorwart
- Mylne, Alfred (1872–1951), schottischer Yachtkonstrukteur und Werftbesitzer
- Mylne, Robert (1734–1811), schottischer Architekt und Bauingenieur
- Mylnikow, Sergei Alexandrowitsch (1958–2017), russischer Eishockeytorwart
- Mylnikow, Sergei Sergejewitsch (* 1982), russischer Eishockeytorwart
- Mylnikow, Wladislaw Walerjewitsch (* 2000), russischer Florettfechter
- Mylo (* 1978), schottischer Musiker und DJ
- Mylo, Ingrid (* 1955), deutsche Schriftstellerin und Journalistin
- Mylo, Justin (* 1995), niederländischer DJ und Musikproduzent
- Mylod, Mark (* 1965), britischer Film- und Fernsehregisseur und Fernsehproduzent
- Mylon, Claude (1618–1660), französischer Jurist
- Mylona, Alex (1920–2016), griechische Bildhauerin
- Mylonaki, Anthoula (* 1984), griechische Wasserballspielerin
- Mylonas, Christodoulos (* 1995), griechischer Handballspieler
- Mylonas, George E. (1898–1988), US-amerikanischer Klassischer Archäologe
- Mylonas, Giorgos (* 1959), griechischer Industrieller
- Mylong-Münz, Jack (1892–1975), russisch-amerikanischer Schauspieler in Deutschland und den USA
- Mylonopoulos, Ioannis (* 1971), griechischer Klassischer Archäologe
- Mylopoulou, Anastasia, griechische Fußballschiedsrichterin
- Myloradowytsch, Jelysaweta (1832–1890), ukrainische Mäzenin und Aktivistin
- Mylord, Carolin (* 1961), deutsche Schauspielerin und Regisseurin
- Mylordos, Christos (* 1991), zyprischer Sänger
- Mylott, Eva (1875–1920), australische Opernsängerin (Kontra-Alt)Eva Mylott (1875–1920)

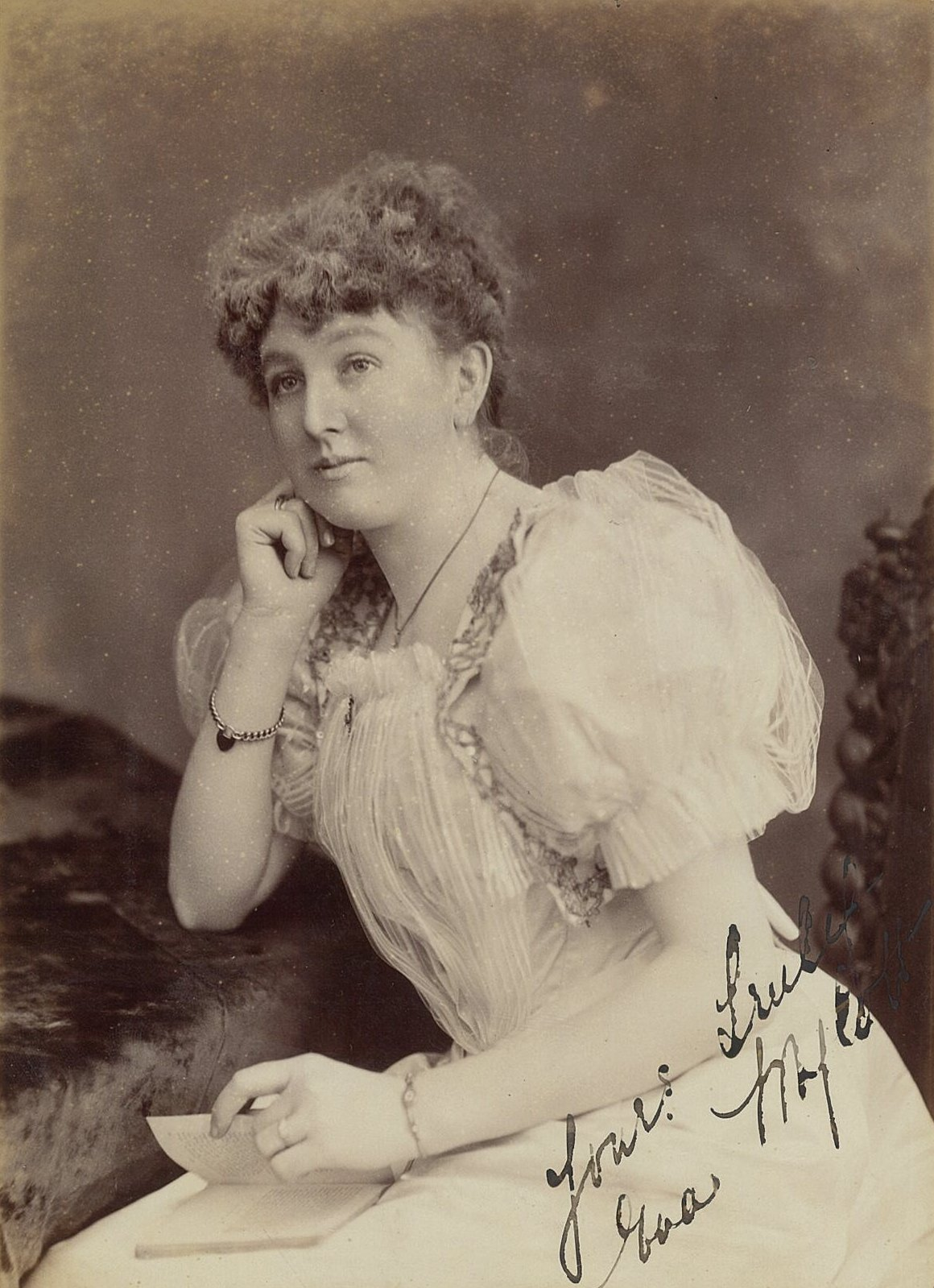
Eva Mylott (1875–1920)

- Mylotte, Laura (* 1975), irische Squashspielerin
- Mylowanow, Tymofij (* 1975), ukrainischer Ökonom und Wirtschaftsminister

### Myn
- Mynář, Radek (* 1974), tschechischer Fußballspieler
- Mynář, Vojtěch (1944–2018), tschechischer Politiker (Česká strana sociálně demokratická), MdEP
- Mynarek, Hubertus (1929–2024), deutscher Philosoph, Theologe und Kirchenkritiker
- Mynářová, Jana, tschechische Ägyptologin und Altorientalistin
- Myneni, Saketh (* 1987), indischer Tennisspieler
- Mynenko, Jurij (* 1979), ukrainischer Countertenor
- Myners, Paul, Baron Myners (1948–2022), britischer Politiker und Manager
- Myng, deutscher Rapper
- Myngbajew, Sauat (* 1962), kasachischer Politiker
- Myngheer, Daan (1993–2016), belgischer Radsportler
- Mynnesten, Johan van den (1425–1504), deutsch-niederländischer Maler und Kupferstecher
- Mynnion, griechischer Bildhauer
- Mynors, Roger A. B. (1903–1989), britischer klassischer, mittel- und neulateinischer Philologe
- Mynors, William, englischer Seefahrer, Entdecker der Weihnachtsinsel
- Mynsicht, Adrian von (1588–1638), deutscher Arzt, Alchemist und Chemiker
- Mynsinger von Frundeck, Joachim (1514–1588), Jurist der Humanistenzeit
- Mynster, Jacob Peter (1775–1854), lutherischer Bischof und Theologe
- Mynster, Karen-Lise (* 1952), dänische Schauspielerin
- Mynster, Rosalinde (* 1990), dänische Schauspielerin
- Mynther, Thies (* 1968), deutscher Produzent, Texter und Komponist
- Myntti, Henri (* 1982), finnischer Fußballspieler und -trainer
- Myntti, Stig-Göran (1925–2020), finnischer Fußball- und Bandyspieler
- Mynx, Tiffany (* 1971), US-amerikanische Pornodarstellerin und StripperinTiffany Mynx (* 1971)

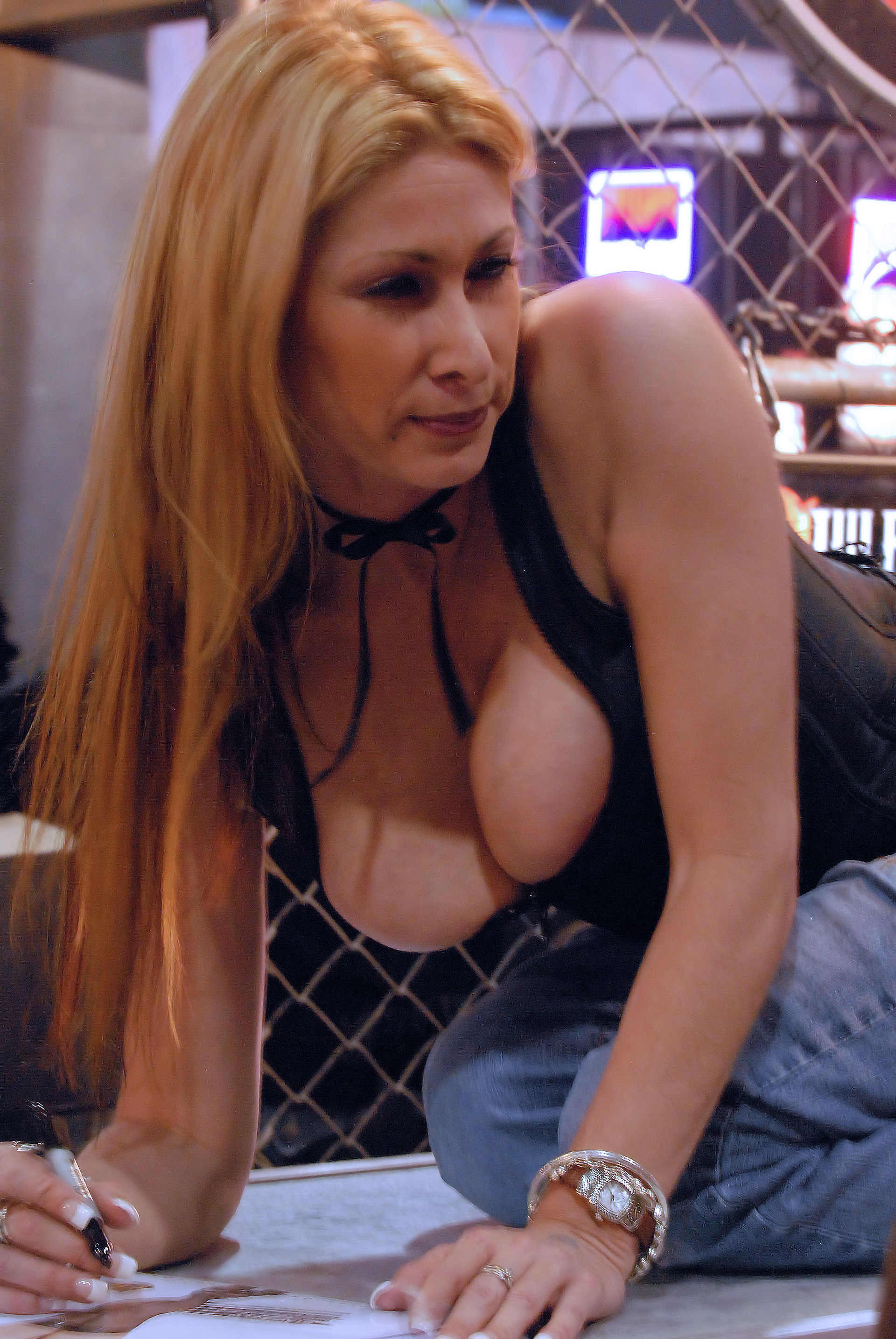
Tiffany Mynx (* 1971)

### Myo
- Myo Ko Tun (* 1995), myanmarischer Fußballspieler
- Myo Min Latt (* 1995), myanmarischer Fußballspieler
- Myo Min Phyo, myanmarischer Fußballspieler
- Myo, Min Tun (* 1987), burmesischer Badmintonspieler
- Myōdō, Kazuya (* 1986), japanischer Fußballspieler
- Myōe (1173–1232), japanischer buddhistischer Mönch
- Myōen († 1199), japanischer Bildhauer
- Myogan, Toya (* 2004), japanischer Fußballspieler
- Myōgiryū, Yasunari (* 1986), japanischer Sumōringer
- Myōi, Mina (* 1997), japanisch-amerikanische Popsängerin und Mitglied der Girlgroup TwiceMina Myōi (* 1997)

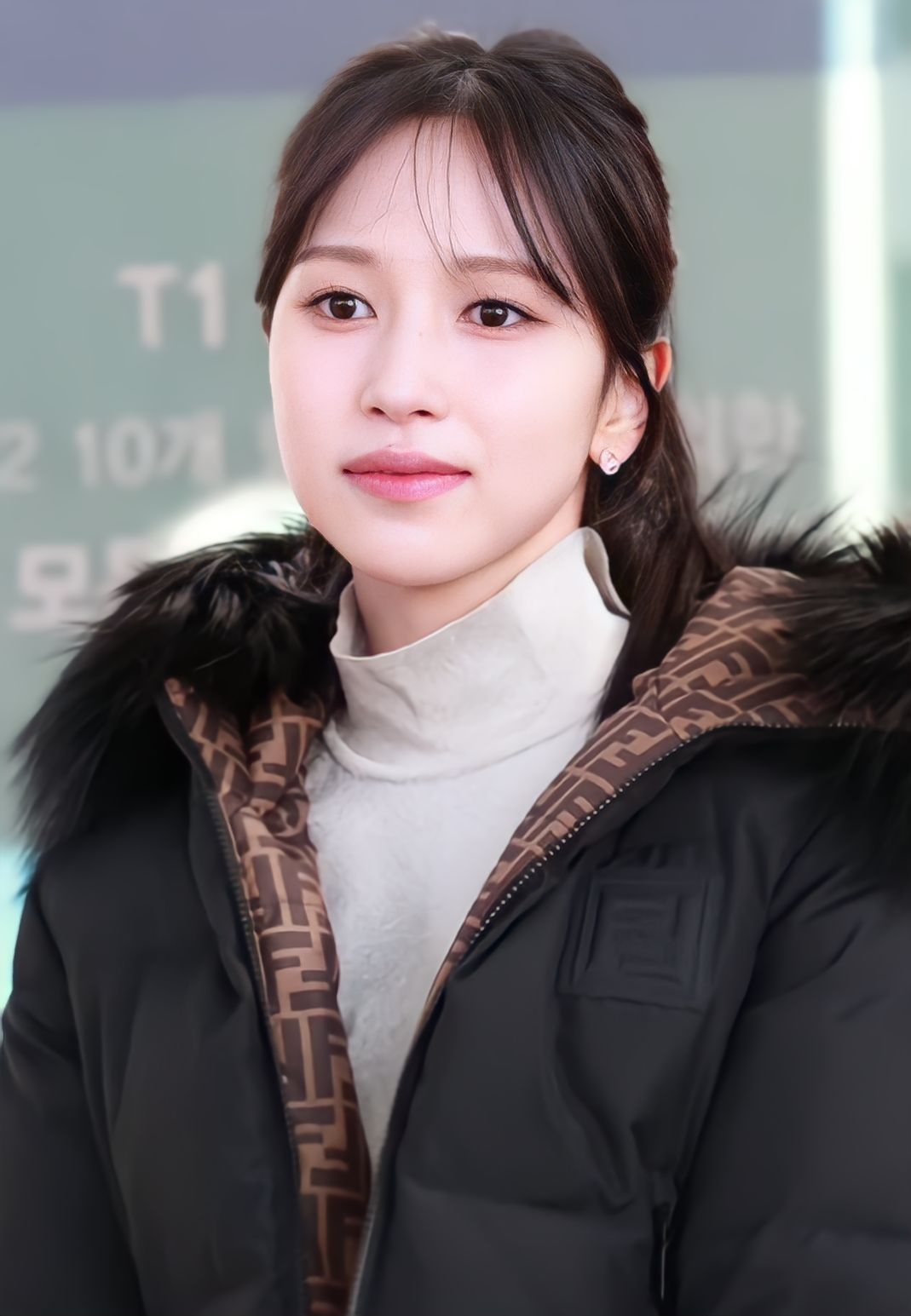
Mina Myōi (* 1997)

- Myōjin, Tomokazu (* 1978), japanischer Fußballspieler

### Myr
- Myra (* 1986), US-amerikanische Sängerin
- Myra (* 1994), norwegische Rapperin und Sängerin
- Myra, Giovanni († 1600), italienischer römisch-katholischer Geistlicher
- Myra, Jasmine, britische Jazzmusikerin (Altsaxophon, Flöte, Komposition)
- Myrah, Don (* 1966), US-amerikanischer Radrennfahrer
- Myrbach von Rheinfeld, Franz von (1850–1919), österreichischer Finanzwissenschaftler
- Myrbach, Felician (1853–1940), österreichischer Maler, Grafiker und Buchillustrator
- Myrbäck, Karl (1900–1985), schwedischer Biochemiker
- Myrbakken, Bjørn (* 1972), norwegischer Skispringer
- Myrberg, August Melcher (1825–1917), schwedischer Komponist
- Myrberg, Lars (* 1964), schwedischer Boxer
- Myrberg, Pekka (1892–1976), finnischer Mathematiker
- Myrczek, Wojciech (* 1987), polnischer Jazzmusiker (Gesang, Komposition)
- Myrdal, Alva (1902–1986), schwedische Soziologin, Politikerin und FriedensnobelpreisträgerinAlva Myrdal (1902–1986)

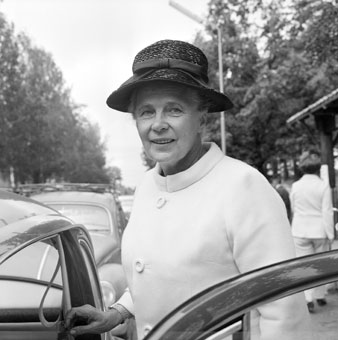
Alva Myrdal (1902–1986)

- Myrdal, Gunnar (1898–1987), schwedischer Ökonom
- Myrdal, Jan (1927–2020), schwedischer Schriftsteller
- Myrdal, Rosemarie (1929–2023), US-amerikanische Politikerin
- Myrejewa, Anna Nikolajewna (1930–2012), sowjetisch-russische Philologin, Übersetzerin und Hochschullehrerin ewenkischer Herkunft
- Myrén, Ludvig (* 2000), schwedischer American-Football-Spieler
- Myrepsos, Nikolaos, byzantinischer Mediziner, Verfasser des Dynameron
- Myres, John Linton (1869–1954), britischer Althistoriker und Klassischer Archäologe
- Myrgren, Rasmus (* 1978), schwedischer Segler
- Myrha, René (* 1939), Schweizer Maler, Zeichner, Bühnenbildner und Bildhauer
- Myrhol, Bjarte (* 1982), norwegischer Handballspieler und -trainer
- Myriam, Marie (* 1957), französische SängerinMarie Myriam (* 1957)

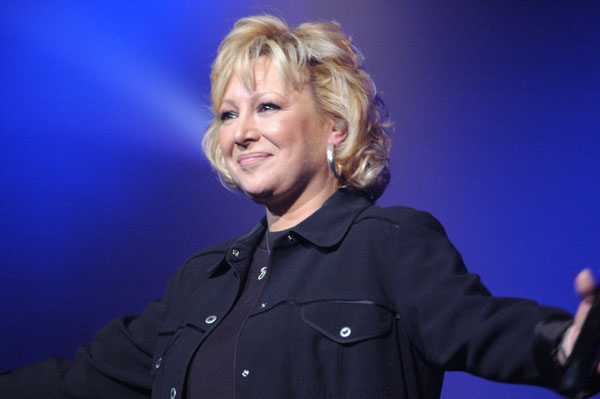
Marie Myriam (* 1957)

- Myrianthopoulos, Vasileios (* 2001), griechischer Sprinter
- Myrick, Andrew (1832–1862), amerikanischer Händler, Auslöser eines Sioux-Aufstandes
- Myrick, Daniel (* 1963), US-amerikanischer Filmregisseur, Drehbuchautor und Filmproduzent
- Myrick, Julian (1880–1969), US-amerikanischer Tennisaktivist
- Myrick, Rawson C. (1882–1974), US-amerikanischer Geschäftsmann und Politiker
- Myrick, Sue Wilkins (* 1941), US-amerikanische Politikerin
- Myricks, Larry (* 1956), US-amerikanischer Leichtathlet
- Myrie, Dave (* 1988), costa-ricanischer Fußballspieler
- Myrin, Arden (* 1973), US-amerikanische Schauspielerin und Comedian
- Myrin, Jonas (* 1982), schwedischer Musiker
- Myrivili, Eleni, griechische Wissenschaftlerin und Hitzebeauftragte
- Myrivilis, Stratis (1890–1969), griechischer Schriftsteller
- Myrli, Sverre (* 1971), norwegischer Politiker
- Myrmæl, Marit (* 1954), norwegische Skilangläuferin
- Myrmekides, antiker griechischer Künstler
- Myrmo, Magne (* 1943), norwegischer Skilangläufer
- Myrnyj, Panas (1849–1920), ukrainischer Schriftsteller und Dramaturg
- Myron, griechischer BildhauerMyron

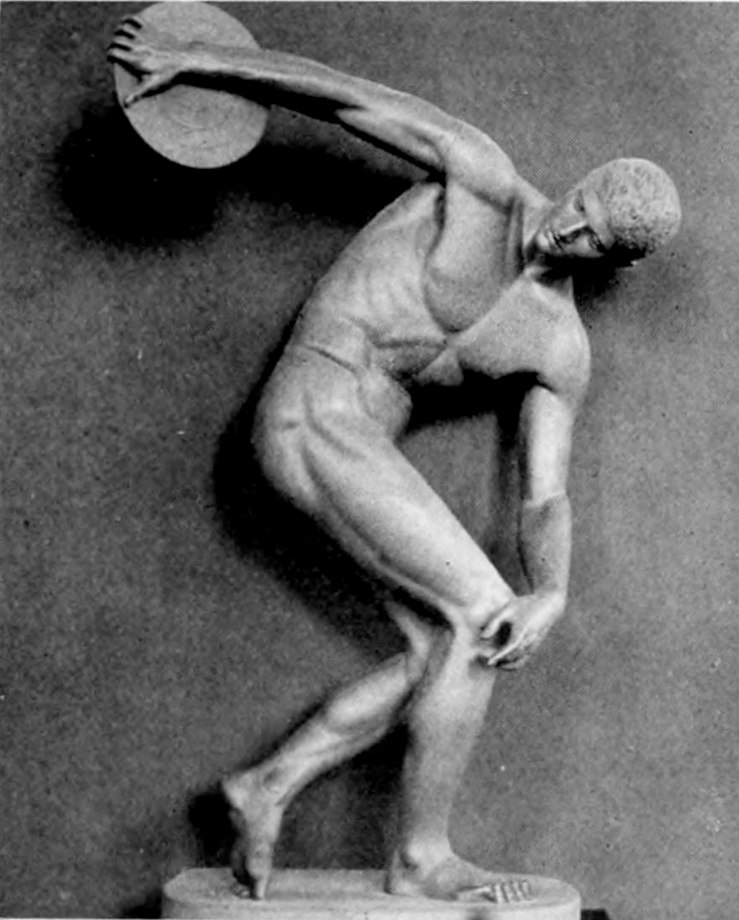
Myron

- Myronez, Oleh (* 1998), ukrainischer Sprinter
- Myroschnitschenko, Diana (* 2006), ukrainische Leichtathletin
- Myrow, Fred (1939–1999), US-amerikanischer Komponist und Pianist
- Myrow, Josef (1910–1987), russlandstämmiger US-amerikanischer Filmkomponist
- Myrrhen, Andreas, deutscher Mediziner, Leibarzt des Reichsgrafen in Erbach, Mitglied der Leopoldina
- Myrsachmetow, Asqar (* 1962), kasachischer Politiker
- Myrsaghalijew, Maghsum (* 1978), kasachischer Politiker
- Myrsaghalijew, Muchamed-Chafis (1887–1938), sowjetischer Politiker
- Myrsakmatow, Melisbek (* 1969), kirgisischer Politiker
- Myrsalin, Mälik (* 1971), kasachischer Politiker
- Myrseth, Cecilie (* 1984), norwegische Politikerin
- Myrseth, Jan Otto (* 1957), norwegischer lutherischer Theologe, Bischof im Bistum Tunsberg
- Myrsiades, Kostas (* 1940), US-amerikanischer Komparatist, Anglist und Neogräzist
- Myrsilos, Tyrann von Mytilene
- Myrtek, Thomas (1888–1935), deutscher Bildhauer
- Myrtezaj, Xhensila (* 1993), albanische Sängerin
- Myrtil, Odette (1898–1978), französisch-amerikanische Schauspielerin und Kostümbildnerin
- Myrtis, griechische Dichterin
- Myrto, zweite Frau des griechischen Philosophen Sokrates
- Myrvold, Anders (* 1975), norwegischer Eishockeyspieler
- Myrvold, Hans Inge (* 1985), norwegischer Politiker
- Myrvoll, Ole (1911–1988), norwegischer Politiker (Venstre, Det Nye Folkepartiet), Minister und Wirtschaftswissenschaftler

### Mys
- Mys, antiker griechischer Toreut
- Mys, Georges (1880–1952), belgischer Ruderer
- Myšák, Denis (* 1995), slowakischer Kanute
- Myschak, Walentyna (1942–2022), sowjetische Volleyballspielerin
- Myschkin, Wladimir Semjonowitsch (* 1955), sowjetischer Eishockeytorhüter
- Myschkowa, Ninel Konstantinowna (1926–2003), sowjetische Schauspielerin
- Myschuha, Oleksandr (1853–1922), ukrainischer Opernsänger (Lyrischer Tenor)
- Mysegaes, Cord (* 1968), deutscher Vielseitigkeitsreiter
- Mysels, Karol J. (1914–1998), US-amerikanischer Chemiker und Hochschullehrer
- Myshin, Kyrylo (* 1983), ukrainischer Archäologe und Numismatiker
- Myšička, Martin (* 1970), tschechischer Schauspieler
- Mysina, Swetlana Dmitrijewna (* 1941), sowjetische bzw. russische Chemikerin und Hochschullehrerin
- Mysiński, Andrzej (* 1948), polnischer Kontrabassist, Dirigent und Musikpädagoge
- Mysius, Léa (* 1989), französische Filmregisseurin und Drehbuchautorin
- Myška, Milan (1933–2016), tschechoslowakisch-tschechischer Historiker
- Myskina, Anastassija Andrejewna (* 1981), russische TennisspielerinAnastassija Andrejewna Myskina (* 1981)

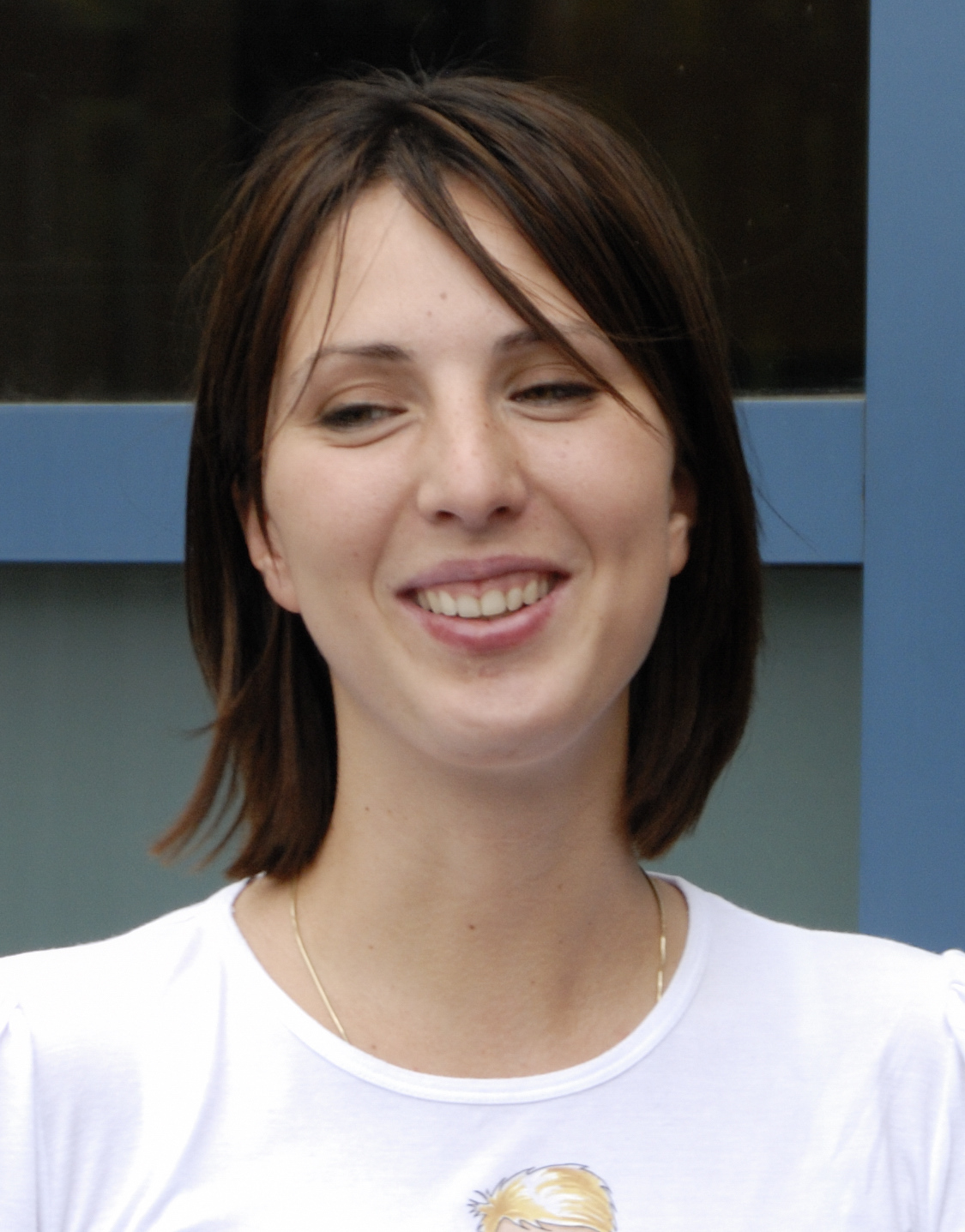
Anastassija Andrejewna Myskina (* 1981)

- Myskiw, Taras Michailowitsch (* 1996), russischer Beachvolleyballspieler
- Myslbek, Josef Václav (1848–1922), tschechischer Bildhauer
- Myslenta, Cölestin (1588–1653), polnisch-deutscher lutherischer Theologe
- Myslicki, Jason (* 1977), kanadischer Nordischer Kombinierer und Skispringer
- Myslíková, Míla (1933–2005), tschechische Schauspielerin
- Myslivec, David (* 1988), tschechischer Grasskiläufer
- Mysliveček, František (* 1965), tschechischer Fußballspieler
- Mysliveček, Josef (1737–1781), tschechischer KomponistJosef Mysliveček (1737–1781)

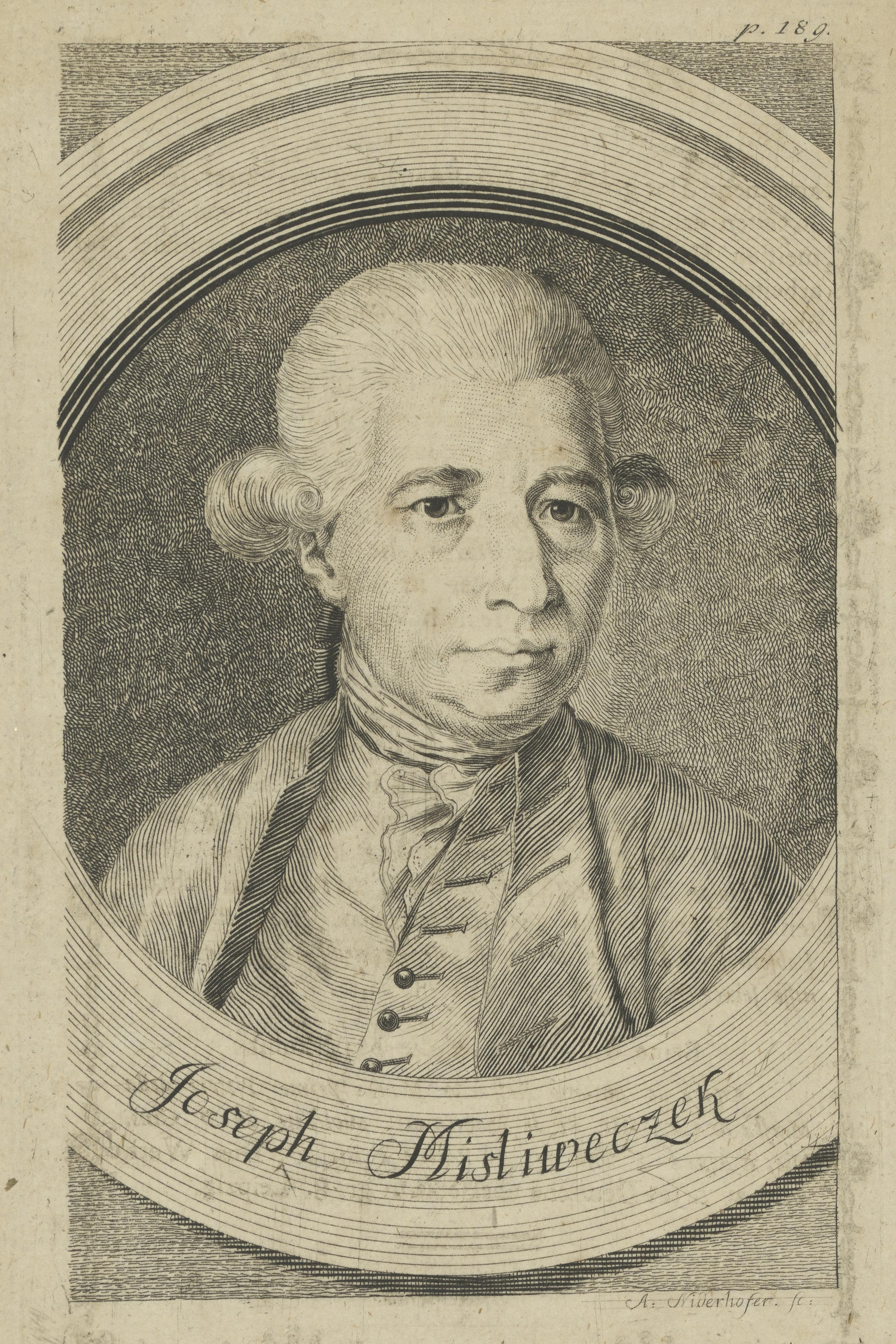
Josef Mysliveček (1737–1781)

- Myśliwiec, Karol (* 1943), polnischer Ägyptologe
- Myśliwski, Wiesław (* 1932), polnischer Schriftsteller
- Myslovič, Patrik (* 2001), slowakischer Fußballspieler
- Myslyvčuk, Volodymyr (* 1996), tschechisch-ukrainischer Hammerwerfer
- Mysonne, US-amerikanischer Rapper
- Myspios, griechischer Töpfer
- Myss Keta, italienische Popsängerin
- Myss, Walter (1920–2008), rumänisch-österreichischer Autor und Musiker
- Myssowski, Lew Wladimirowitsch (1888–1939), russisch-sowjetischer Physiker
- Myst, Kristi (* 1973), US-amerikanische Wrestlerin und Pornodarstellerin
- Myst, Magnus (* 1974), deutscher Autor
- Mystakidou, Elisavet (* 1977), griechische Taekwondoin
- Mysterio, Dominik (* 1997), US-amerikanischer Wrestler mexikanischer Abstammung
- Mysterio, Rey (* 1974), US-amerikanischer WrestlerRey Mysterio (* 1974)

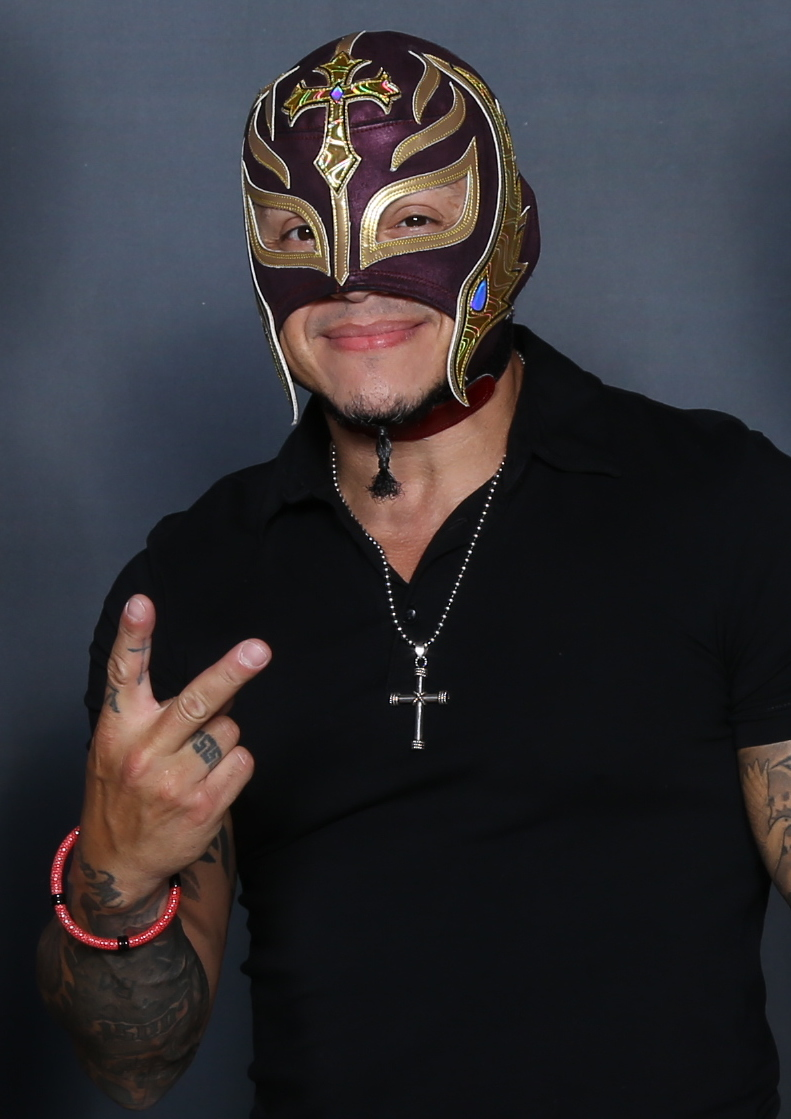
Rey Mysterio (* 1974)

- Mystery, Mandy (* 1973), deutsche Pornodarstellerin
- Mystikal (* 1970), US-amerikanischer Rap-Musiker
- Mysz-Gmeiner, Lula (1876–1948), siebenbürgische Konzertsängerin (Altistin) und Gesangspädagogin
- Myszor, Jakub (* 2002), polnischer Fußballspieler
- Myszor, Jerzy (* 1950), polnischer Kirchenhistoriker und katholischer Priester
- Myszyńska, Anna (1931–2019), schlesische Schriftstellerin, Übersetzerin und Fotografin

### Myt
- Mytens, Aert († 1601), flämischer Maler des Manierismus, tätig in Neapel
- Mytens, Daniel (1590–1647), englischer Maler
- Mytens, Jan († 1670), niederländischer Maler
- Mytens, Peter Martin van (1648–1736), niederländischer Maler
- Mythen, Johnny, irischer Politiker (Sinn Féin)
- Mytilineou, Ioli (* 1997), griechische Springreiterin
- Mytkowska, Joanna (* 1970), polnische Kuratorin, Kunstkritikerin und Museumsdirektorin
- Mytnik, Tadeusz (* 1949), polnischer Radrennfahrer
- Myton, Neville (1946–2021), jamaikanischer Mittelstreckenläufer
- Mytrofanow, Dmytro (* 1989), ukrainischer Boxer, Olympiateilnehmer
- Mytrofanow, Oleksandr (* 1977), ukrainischer Fußballspieler
- Mytteis, Herbert (1916–1967), österreichischer Jazz- und Unterhaltungsmusiker
- Mytting, Lars (* 1968), norwegischer Autor, Verlagslektor und Journalist
- Mytton, Devereaux (1924–1989), australischer Segler

### Myu
- Myung, John (* 1967), US-amerikanischer Musiker und BassistJohn Myung (* 1967)

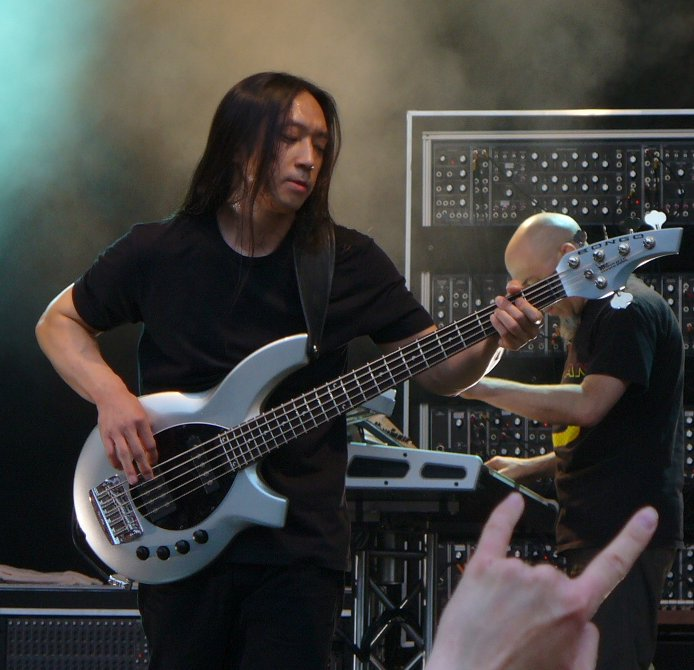
John Myung (* 1967)

- Myung, Rye-hyun (* 1926), nordkoreanischer Fußballspieler und -trainer

### Myy
- Myyrä, Jonni (1892–1955), finnischer Speerwerfer
- Myyry, Marko (* 1967), finnischer Fußballspieler
- Myyryläinen, Kari Juhani (* 1963), finnischer Radsportler

### Myz
- Myzjuk, Oleksandr (1883–1943), ukrainischer Ökonom, Soziologe, Hochschullehrer und Politiker